# Croix monumentale de Septmonts
La croix monumentale est une croix située à Septmonts, en France.

## Localisation
La croix est située sur la commune de Septmonts, dans le département de l'Aisne.

## Historique
Le monument, bâti au 13e siècle, est inscrit au titre des monuments historiques en 1934.